# Torre Galfa
La Torre Galfa (o Torre GalFa, in passato Galfa 99) è un grattacielo di Milano, progettato dall'architetto Melchiorre Bega nel 1956 e terminato nel 1959.

## Storia
Il palazzo, costruito da Sogene per volontà di Attilio Monti e destinato inizialmente alla sua società, la raffineria Sarom, viene poi acquistato alla metà degli anni settanta dalla Banca Popolare di Milano, che lo utilizza come centro servizi e sede operativa per circa 30 anni, dismettendolo nel 2001. Nel 2006 è venduto per 48 milioni di euro alla Immobiliare Lombarda, società del gruppo Fondiaria Sai di Salvatore Ligresti.
Il 5 maggio 2012 il palazzo, lasciato senza utilizzo e pressoché vuoto, viene occupato per protesta dal centro per le arti di Milano, Macao. Questo gesto ottiene una notevole visibilità e il supporto di diverse personalità del mondo dello spettacolo e della cultura, tra cui Dario Fo. Il 15 maggio il grattacielo viene sgomberato.
Il Gruppo Unipol, che ha acquisito Fondiaria-Sai nel corso del 2012, appena entrato nella disponibilità dell'edificio avvia insieme al Comune di Milano lo studio del progetto di riqualificazione e valorizzazione dello stesso oltre che dell'ambito urbano, con l'obiettivo di iniziare i lavori entro il 2014; i lavori tuttavia iniziano solo nel giugno 2016.
Dopo 16 anni di inutilizzo si è concluso l'iter autorizzativo del progetto di riqualificazione curato dall'architetto Maurice Kanah dello studio Bg&K Associati. L'obiettivo della proprietà UnipolSai, condiviso con il Comune, è quello di convertire la torre ad una destinazione ricettivo-alberghiera (dal piano -1 al 12º piano) e residenziale (dal 13º al 31º piano) con servizi dedicati e ingressi separati. I lavori sono iniziati nel 2016, per un investimento da parte di UnipolSai di circa 100 milioni di euro.
La riqualificazione termina definitivamente nel 2024.
Il lastrico solare ha ospitato per 30 anni le antenne di Gamma Radio (di proprietà del gruppo Monti-Riffeser), costituendo uno dei più appetibili punti di trasmissione per la città di Milano. Gli impianti FM presenti negli anni erano quelli delle frequenze 95.900 MHz (Gamma Radio), 92.800 MHz  (Radio Porta Romana, poi Vip Radio e Gamma 2) e 97.250 MHz (Gamma Network). Nella prima metà degli anni ottanta era presente anche la TV Tele Alta Italia (uhf canale 30).

Immagini storiche (primi anni sessanta)
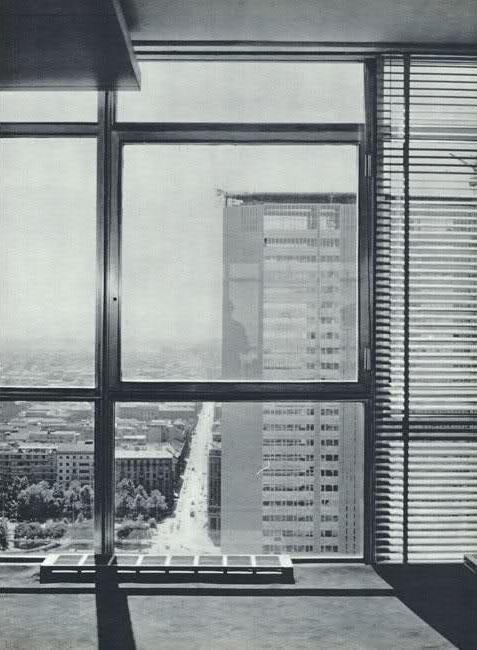
Interni
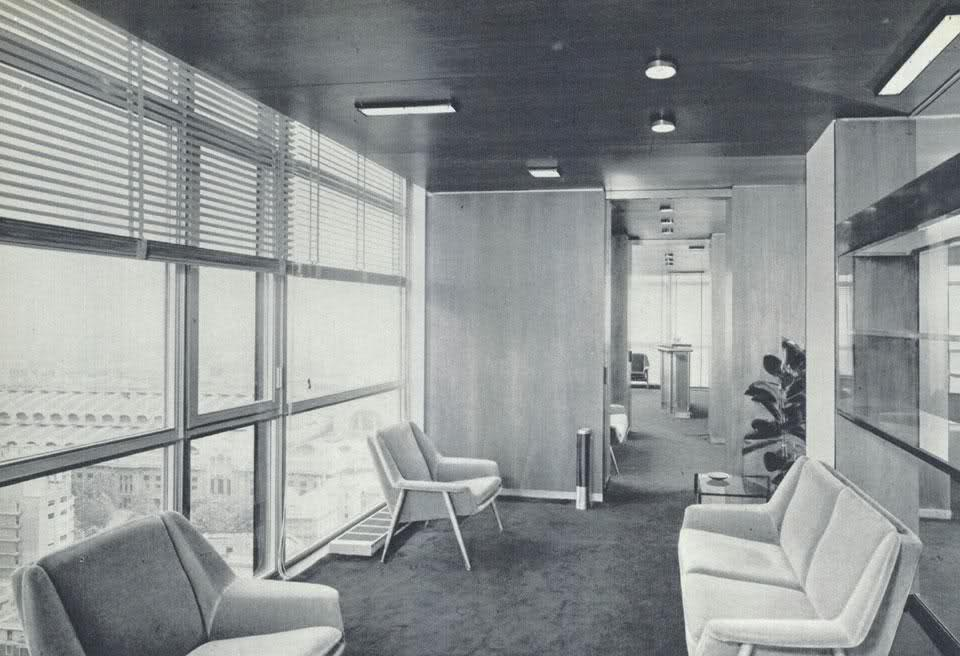
Interni
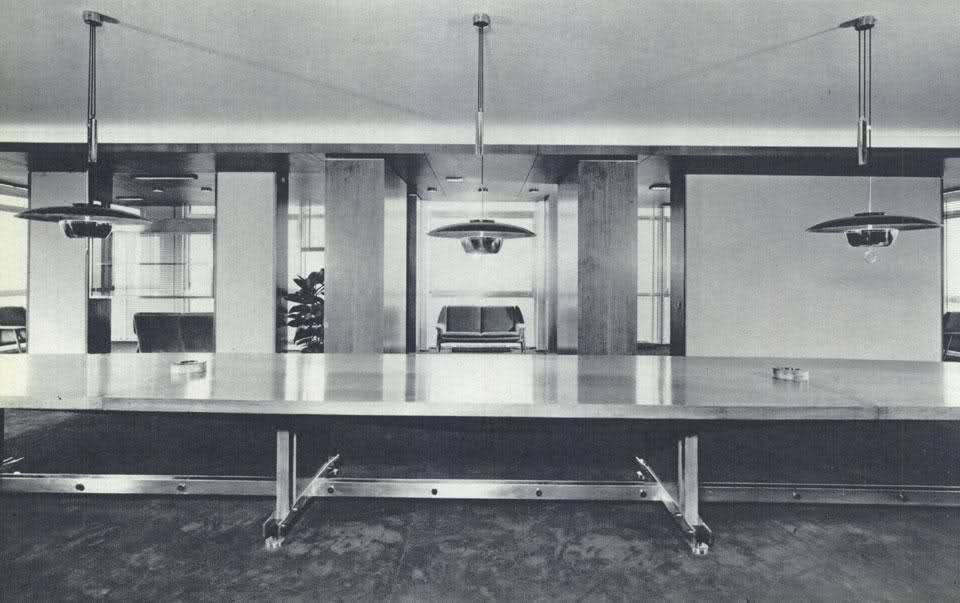
Interni
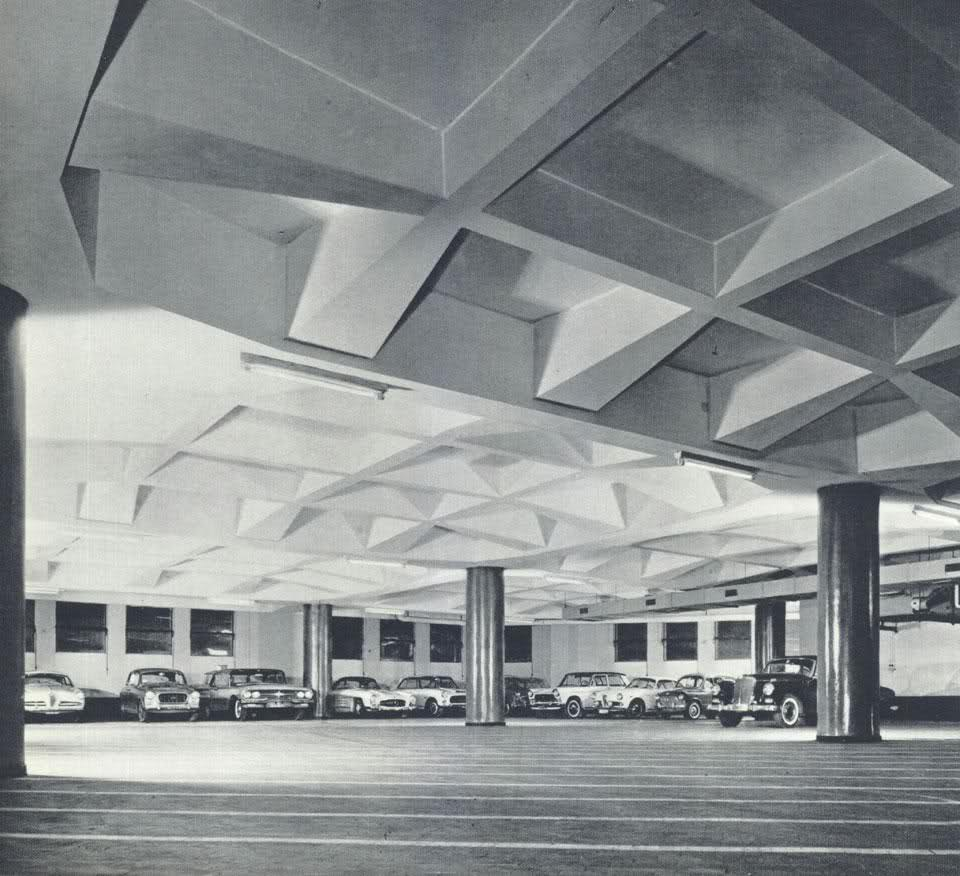
Garage
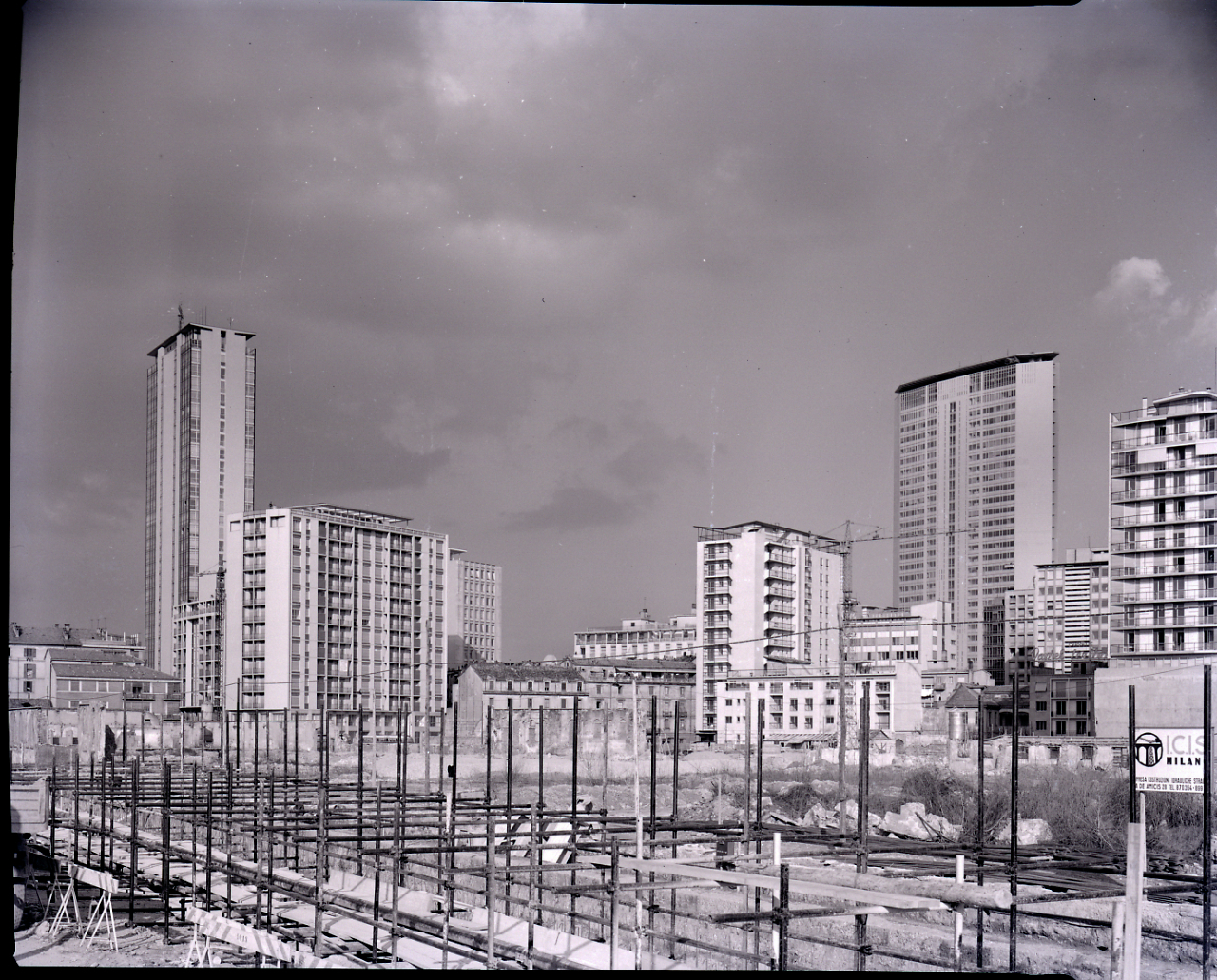
La torre e il suo intorno nel 1965 visti dal cantiere della sede INPS di via Melchiorre Gioia 22. Foto di Paolo Monti

## Descrizione
L'edificio, situato all'incrocio tra via Galvani e via Fara (da qui il suo nome Galvani + Fara = Galfa), ha un'altezza di 102 metri per 31 piani, ai quali sono da aggiungere 2 piani sotterranei.
Il grattacielo è riconducibile come architettura all'International Style e parte integrante del programmato "Centro Direzionale" della capitale finanziaria italiana, ideato negli anni cinquanta e mai compiutamente realizzato.
L'edificio ha forma rettangolare, con una base formata da piano terra e primo piano più ampia del corpo formato da 27 piani abitabili. Negli ultimi 2 piani, leggermente arretrati rispetto alla facciata, sono localizzati parte degli impianti tecnologici. I piani interrati alloggiano i rimanenti impianti ed i parcheggi.
Ha la struttura portante in cemento armato, quasi completamente nascosta dalle facciate continue in alluminio e vetro, escluse due bande verticali ai lati ed una, più larga, centrale, sul lato posteriore. La vetrata presenta un particolare effetto sfalsato che caratterizza l'edificio. All'interno sono presenti sette ascensori e due scale, posizionati nella parte centrale/posteriore del corpo dell'edificio.

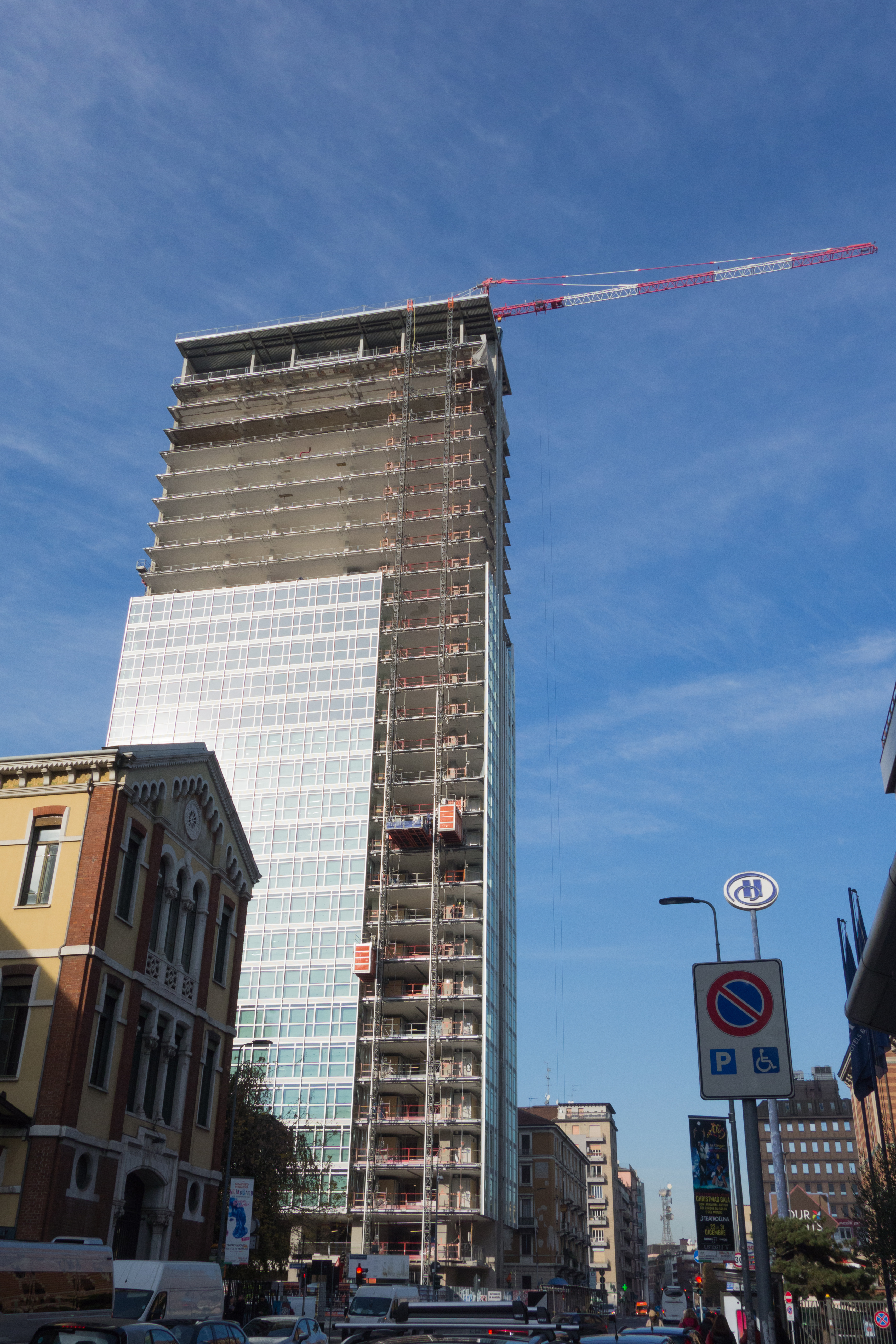
Rifacimento del 2017, vista da via L. Galvani
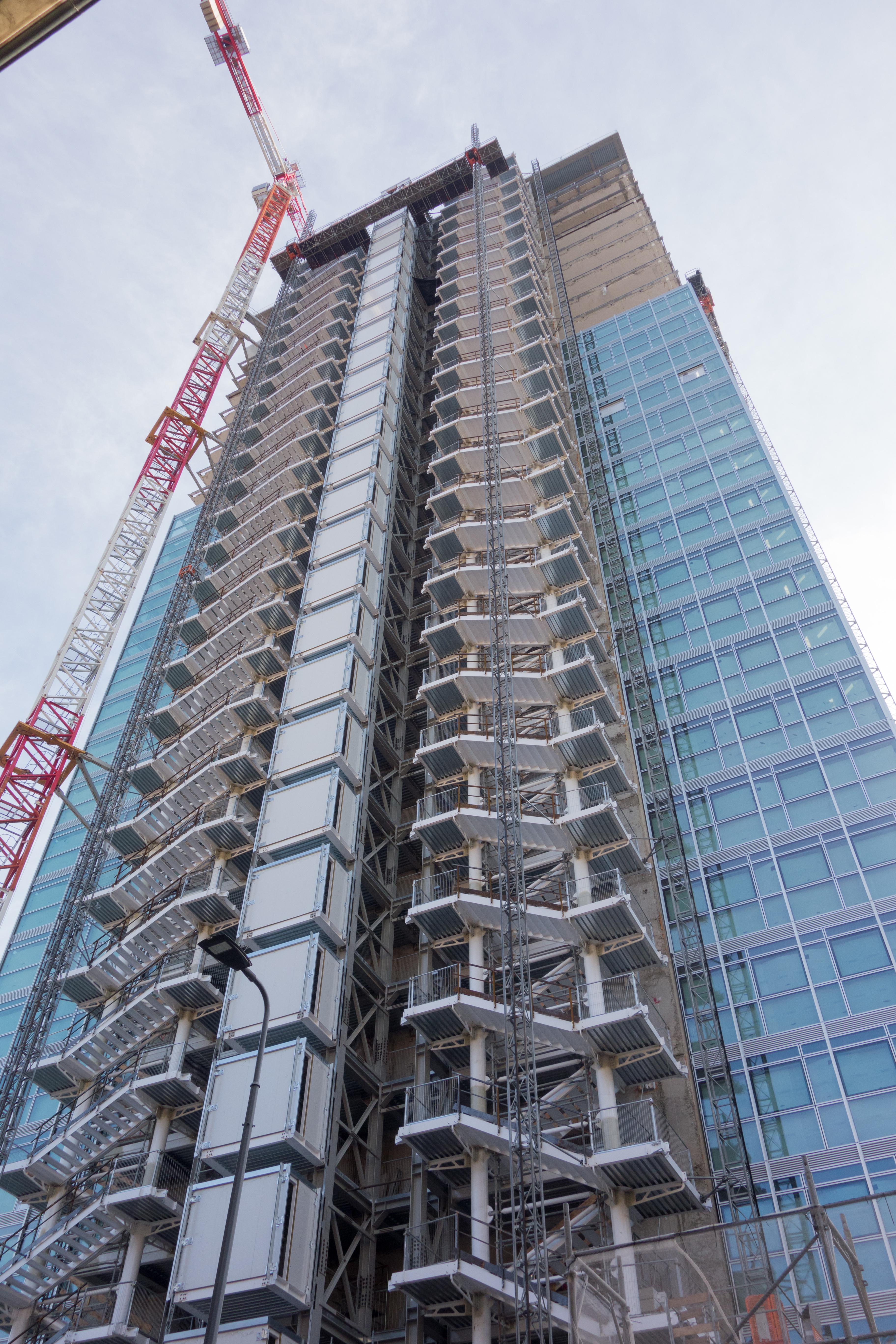
Rifacimento del 2017, vista da via A. Campanini